# Montoulieu-Saint-Bernard
Pour les articles homonymes, voir Montoulieu.
Montoulieu-Saint-Bernard (Montoliu de Sent Bernat en gascon) est une commune française située dans l'ouest du département de la Haute-Garonne en région Occitanie.
Sur le plan historique et culturel, la commune est dans le pays de Comminges, correspondant à l’ancien comté de Comminges, circonscription de la province de Gascogne située sur les départements actuels du Gers, de la Haute-Garonne, des Hautes-Pyrénées et de l'Ariège. Exposée à un climat océanique altéré, elle est drainée par la Louge, le Bernès et par divers autres petits cours d'eau. La commune possède un patrimoine naturel remarquable composé d'une zone naturelle d'intérêt écologique, faunistique et floristique.
Montoulieu-Saint-Bernard est une commune rurale qui compte 223 habitants en 2022, après avoir connu un pic de population de 481 habitants en 1846..
Ses habitants sont appelés les Montoulieusais.
Le patrimoine architectural de la commune comprend un immeuble protégé au titre des monuments historiques : les thermes gallo-romains, classés en 1960.

## Géographie

### Localisation
La commune de Montoulieu-Saint-Bernard se trouve dans le département de la Haute-Garonne, en région Occitanie.
Elle se situe à 60 km à vol d'oiseau de Toulouse, préfecture du département, à 21 km de Saint-Gaudens, sous-préfecture, et à 15 km de Cazères, bureau centralisateur du canton de Cazères dont dépend la commune depuis 2015 pour les élections départementales.
La commune fait en outre partie du bassin de vie de Martres-Tolosane.
Les communes les plus proches sont : 
Boussan (1,9 km), Alan (2,6 km), Bachas (2,7 km), Aurignac (2,9 km), Benque (3,1 km), Samouillan (4,5 km), Terrebasse (4,5 km), Eoux (4,6 km).
Sur le plan historique et culturel, Montoulieu-Saint-Bernard fait partie du pays de Comminges, correspondant à l’ancien comté de Comminges, circonscription de la province de Gascogne située sur les départements actuels du Gers, de la Haute-Garonne, des Hautes-Pyrénées et de l'Ariège.
Les communes limitrophes sont  Alan, Aurignac, Benque et Boussan.
|         | Benque                   |      |
| Boussan | Montoulieu-Saint-Bernard | Alan |
|         | Aurignac                 |      |

### Géologie et relief
La superficie de la commune est de 483 hectares ; son altitude varie de 276  à   467 mètres.

### Hydrographie

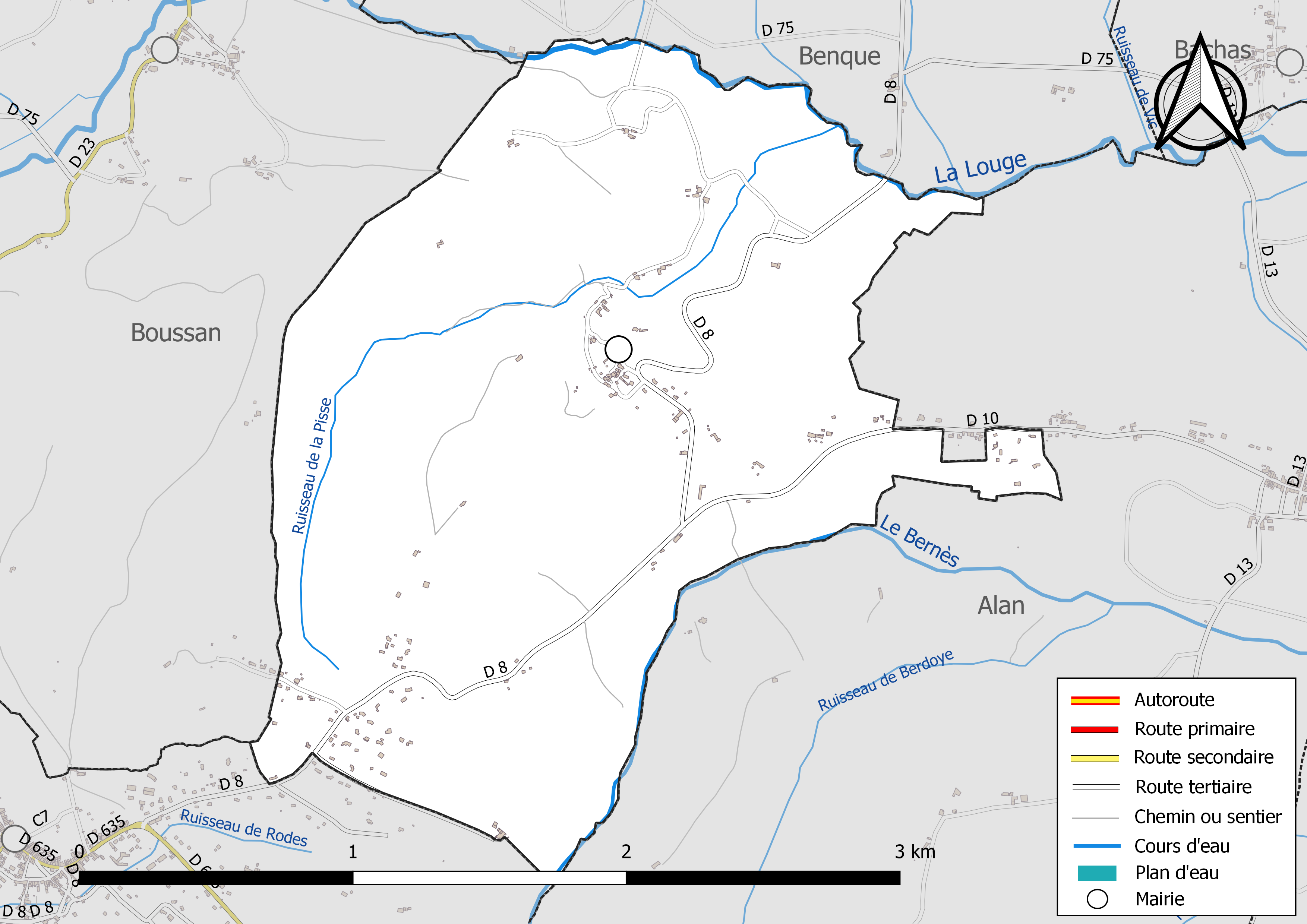
Réseaux hydrographique et routier de Montoulieu-Saint-Bernard.

La commune est dans le bassin de la Garonne, au sein du bassin hydrographique Adour-Garonne. Elle est drainée par la Louge, le Bernès, le ruisseau de la Pisse, le ruisseau du Berger et par deux petits cours d'eau, constituant un réseau hydrographique de 6 km de longueur totale,.
La Louge, d'une longueur totale de 100 km, prend sa source dans la commune de Villeneuve-Lécussan et s'écoule du sud-ouest vers le nord-est. Elle traverse la commune et se jette dans la Garonne à Muret, après avoir traversé 34 communes.
Le Bernès, d'une longueur totale de 18,3 km, prend sa source dans la commune d'Aurignac et s'écoule d'ouest en est. Il traverse la commune et se jette dans la Garonne à Cazères, après avoir traversé 9 communes.

### Climat
Pour des articles plus généraux, voir Climat de l'Occitanie et Climat de la Haute-Garonne.
En 2010, le climat de la commune est de type climat océanique altéré, selon une étude s'appuyant sur une série de données couvrant la période 1971-2000. En 2020, Météo-France publie une typologie des climats de la France métropolitaine dans laquelle la commune est toujours exposée à un climat océanique altéré et est dans la région climatique Aquitaine, Gascogne, caractérisée par une pluviométrie abondante au printemps, modérée en automne, un faible ensoleillement au printemps, un été chaud (19,5 °C), des vents faibles, des brouillards fréquents en automne et en hiver et des orages fréquents en été (15 à 20 jours).
Pour la période 1971-2000, la température annuelle moyenne est de 12,5 °C, avec une amplitude thermique annuelle de 14,8 °C. Le cumul annuel moyen de précipitations est de 888 mm, avec 9,8 jours de précipitations en janvier et 6,5 jours en juillet. Pour la période 1991-2020, la température moyenne annuelle observée sur la station météorologique la plus proche, située sur la commune de Palaminy à 14 km à vol d'oiseau, est de 13,2 °C et le cumul annuel moyen de précipitations est de 715,2 mm,. Pour l'avenir, les paramètres climatiques de la commune estimés pour 2050 selon différents scénarios d’émission de gaz à effet de serre sont consultables sur un site dédié publié par Météo-France en novembre 2022.

### Milieux naturels et biodiversité

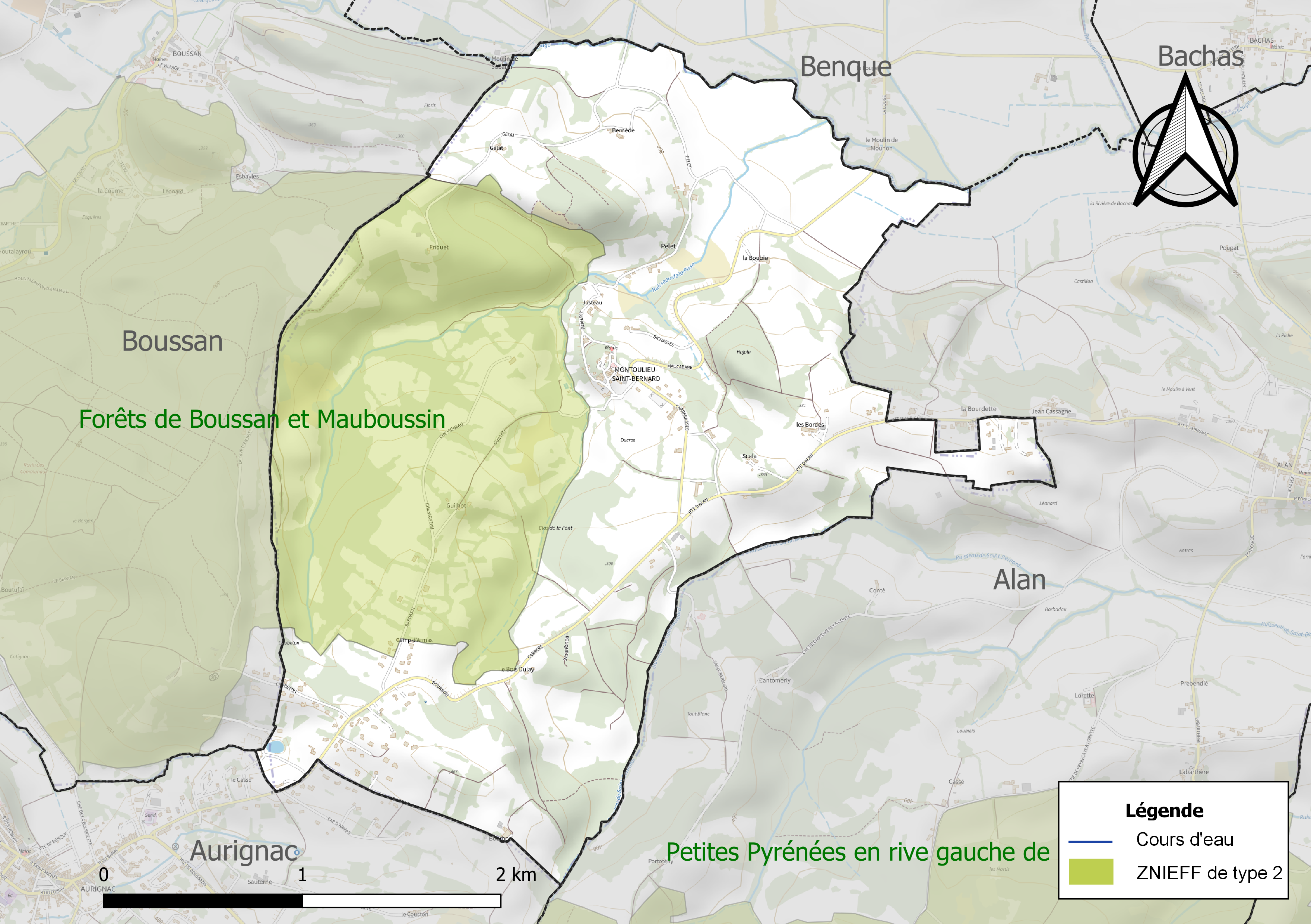
Carte de la ZNIEFF de type 2 localisée sur la commune.

L’inventaire des zones naturelles d'intérêt écologique, faunistique et floristique (ZNIEFF) a pour objectif de réaliser une couverture des zones les plus intéressantes sur le plan écologique, essentiellement dans la perspective d’améliorer la connaissance du patrimoine naturel national et de fournir aux différents décideurs un outil d’aide à la prise en compte de l’environnement dans l’aménagement du territoire.
Une ZNIEFF de type 2 est recensée sur la commune :
les « forêts de Boussan et Mauboussin » (1 672 ha), couvrant 6 communes du département.

## Urbanisme

### Typologie
Au 1er janvier 2024, Montoulieu-Saint-Bernard est catégorisée commune rurale à habitat dispersé, selon la nouvelle grille communale de densité à sept niveaux définie par l'Insee en 2022.
Elle est située hors unité urbaine et hors attraction des villes,.

### Occupation des sols
L'occupation des sols de la commune, telle qu'elle ressort de la base de données européenne d’occupation biophysique des sols Corine Land Cover (CLC), est marquée par l'importance des territoires agricoles (77,2 % en 2018), en diminution par rapport à 1990 (80,2 %). La répartition détaillée en 2018 est la suivante : 
prairies (61,8 %), forêts (19,7 %), zones agricoles hétérogènes (9,9 %), terres arables (5,6 %), zones urbanisées (3,1 %). L'évolution de l’occupation des sols de la commune et de ses infrastructures peut être observée sur les différentes représentations cartographiques du territoire : la carte de Cassini (XVIIIe siècle), la carte d'état-major (1820-1866) et les cartes ou photos aériennes de l'IGN pour la période actuelle (1950 à aujourd'hui).

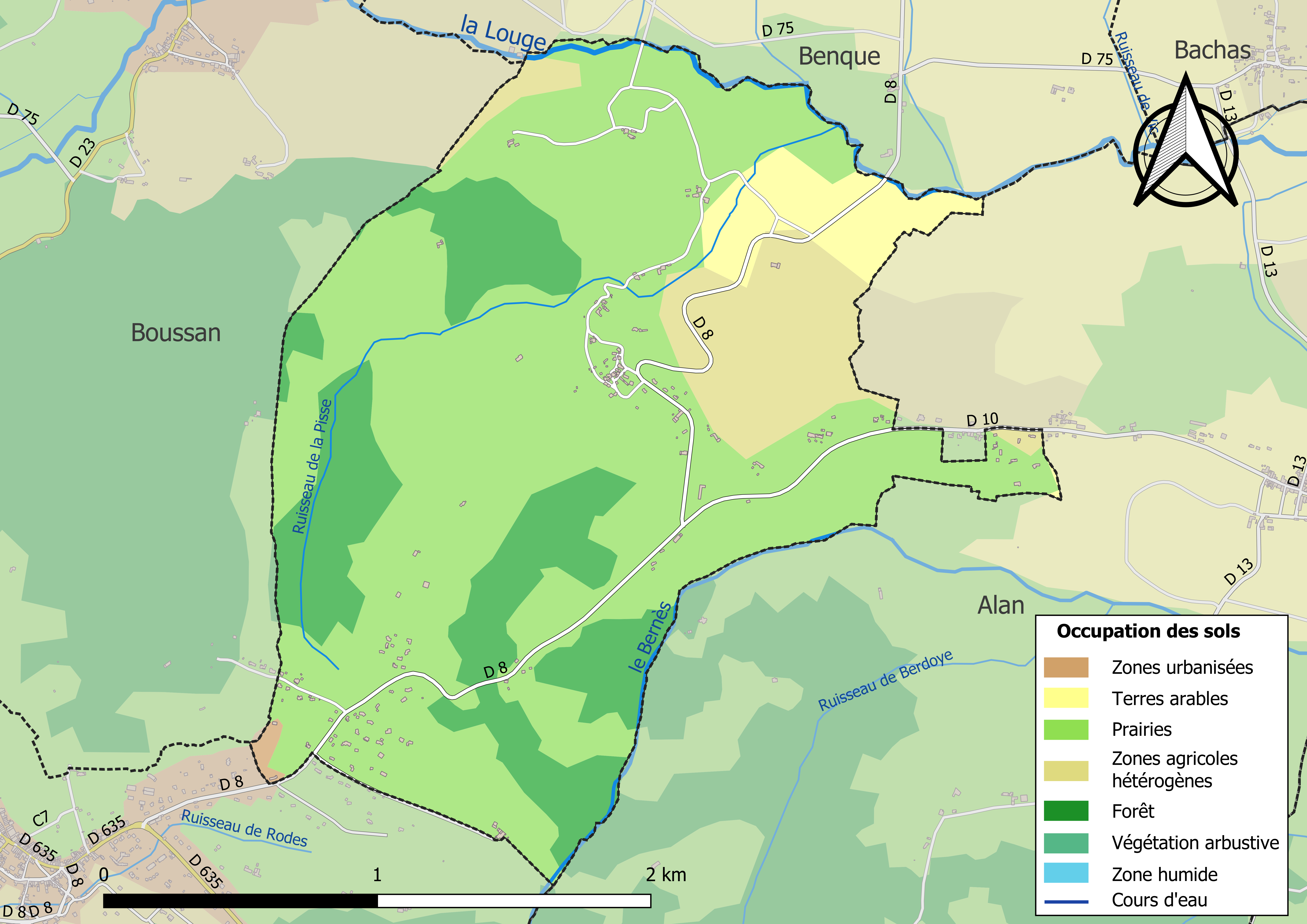
Carte des infrastructures et de l'occupation des sols de la commune en 2018 (CLC).

### Voies de communication et transports
Accès avec le réseau Arc-en-ciel de Haute-Garonne.

### Risques majeurs
Le territoire de la commune de Montoulieu-Saint-Bernard est vulnérable à différents aléas naturels : météorologiques (tempête, orage, neige, grand froid, canicule ou sécheresse), inondations, feux de forêts et séisme (sismicité faible). Un site publié par le BRGM permet d'évaluer simplement et rapidement les risques d'un bien localisé soit par son adresse soit par le numéro de sa parcelle.
Certaines parties du territoire communal sont susceptibles d’être affectées par le risque d’inondation par débordement de cours d'eau, notamment le Bernès. La commune a été reconnue en état de catastrophe naturelle au titre des dommages causés par les inondations et coulées de boue survenues en 1982, 1999, 2009 et 2018,.
Un plan départemental de protection des forêts contre les incendies a été approuvé par arrêté préfectoral du 25 septembre 2006. Montoulieu-Saint-Bernard est exposée au risque de feu de forêt du fait de la présence sur son territoire du massif des Petites Pyrénées. Il est ainsi défendu aux propriétaires de la commune et à leurs ayants droit de porter ou d’allumer du feu dans l'intérieur et à une distance de 200 mètres des bois, forêts, plantations, reboisements ainsi que des landes. L’écobuage est également interdit, ainsi que les feux de type méchouis et barbecues, à l’exception de ceux prévus dans des installations fixes (non situées sous couvert d'arbres) constituant une dépendance d'habitation,

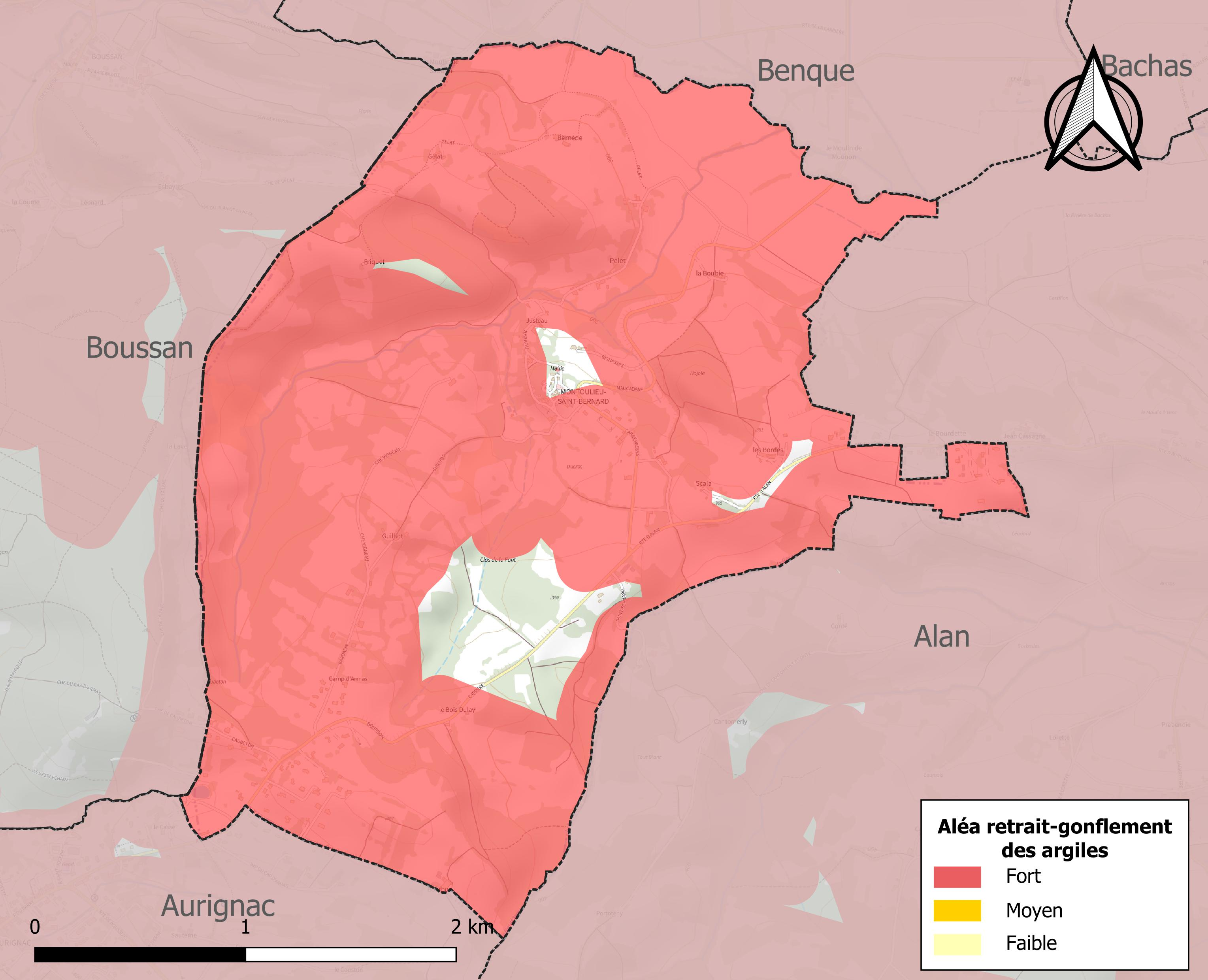
Carte des zones d'aléa retrait-gonflement des sols argileux de Montoulieu-Saint-Bernard.

Le retrait-gonflement des sols argileux est susceptible d'engendrer des dommages importants aux bâtiments en cas d’alternance de périodes de sécheresse et de pluie. 93,3 % de la superficie communale est en aléa moyen ou fort (88,8 % au niveau départemental et 48,5 % au niveau national). Sur les 110 bâtiments dénombrés sur la commune en 2019, 101 sont en aléa moyen ou fort, soit 92 %, à comparer aux 98 % au niveau départemental et 54 % au niveau national. Une cartographie de l'exposition du territoire national au retrait gonflement des sols argileux est disponible sur le site du BRGM,.
Par ailleurs, afin de mieux appréhender le risque d’affaissement de terrain, l'inventaire national des cavités souterraines permet de localiser celles situées sur la commune.
Concernant les mouvements de terrains, la commune a été reconnue en état de catastrophe naturelle au titre des dommages causés par la sécheresse en 1989, 1992, 1997, 2003 et 2012 et par des mouvements de terrain en 1999.

## Histoire
Le village s'ordonne autour d'une modeste colline. Au pied de celle-ci, on peut visiter les restes d'un impluvium (ou piscine) en marbre. C'est le dernier vestige d'une villa gallo-romaine qui se tenait à cet endroit. Sur la colline, à côté d'un ancien château féodal en ruines se tient l'église paroissiale, reconstruite au XIXe siècle.
À deux kilomètres environ du village, au milieu du massif forestier d'Aurignac, la chapelle Saint-Bernard est un lieu de pèlerinage édifié sur le lieu d'une apparition présumée de la Vierge au XVIIe siècle.
Aujourd'hui, tandis que le village ancien se dépeuple, la commune se développe à la périphérie, dans le secteur du Cap d'Armas, mitoyen du chef-lieu de canton, Aurignac.

## Politique et administration
Commune faisant partie de la huitième circonscription de la Haute-Garonne, de la communauté de communes Cœur et Coteaux de Comminges et du canton de Cazères (avant le redécoupage départemental de 2014, Montoulieu-Saint-Bernard faisait partie de l'ex-canton d'Aurignac et avant le 1er janvier 2017, de la communauté de communes des Terres d'Aurignac).

### Liste des maires
| Période                                  | Période  | Identité     | Étiquette | Qualité                                          |
| ---------------------------------------- | -------- | ------------ | --------- | ------------------------------------------------ |
| avant 1988                               | 2008     | Félix Sengès | PS        | ancien facteur                                   |
| mars 2008                                | En cours | Camille Sors |           | Retraité, ancien pilote d'avion et d'hélicoptère |
| Les données manquantes sont à compléter. |          |              |           |                                                  |

## Population et société

### Démographie
L'évolution du nombre d'habitants est connue à travers les recensements de la population effectués dans la commune depuis 1793. Pour les communes de moins de 10 000 habitants, une enquête de recensement portant sur toute la population est réalisée tous les cinq ans, les populations de référence des années intermédiaires étant quant à elles estimées par interpolation ou extrapolation. Pour la commune, le premier recensement exhaustif entrant dans le cadre du nouveau dispositif a été réalisé en 2004.

En 2022, la commune comptait 223 habitants, en évolution de +5,19 % par rapport à 2016 (Haute-Garonne : +8,02 %, France hors Mayotte : +2,11 %).
| 1793 | 1800 | 1806 | 1821 | 1831 | 1836 | 1841 | 1846 | 1851 |
| ---- | ---- | ---- | ---- | ---- | ---- | ---- | ---- | ---- |
| 270  | 307  | 330  | 370  | 415  | 435  | 451  | 481  | 446  |

| 1856 | 1861 | 1866 | 1872 | 1876 | 1881 | 1886 | 1891 | 1896 |
| ---- | ---- | ---- | ---- | ---- | ---- | ---- | ---- | ---- |
| 387  | 391  | 370  | 352  | 357  | 318  | 302  | 286  | 278  |

| 1901 | 1906 | 1911 | 1921 | 1926 | 1931 | 1936 | 1946 | 1954 |
| ---- | ---- | ---- | ---- | ---- | ---- | ---- | ---- | ---- |
| 258  | 252  | 248  | 204  | 181  | 166  | 155  | 145  | 131  |

| 1962 | 1968 | 1975 | 1982 | 1990 | 1999 | 2004 | 2006 | 2009 |
| ---- | ---- | ---- | ---- | ---- | ---- | ---- | ---- | ---- |
| 119  | 106  | 106  | 111  | 149  | 153  | 157  | 166  | 174  |

| 2014 | 2019 | 2022 | - | - | - | - | - | - |
| ---- | ---- | ---- | - | - | - | - | - | - |
| 210  | 214  | 223  | - | - | - | - | - | - |

| selon la population municipale des années : | 1968 | 1975 | 1982 | 1990 | 1999 | 2006 | 2009 | 2013 |
| Rang de la commune dans le département      | 417  | 365  | 449  | 374  | 377  | 409  | 410  | 392  |
| Nombre de communes du département           | 592  | 582  | 586  | 588  | 588  | 588  | 589  | 589  |

### Enseignement
Montoulieu-Saint-Bernard fait partie de l'académie de Toulouse.
Il n'y a pas d'écoles ni de collèges. Il y a quelques années de cela la mairie était une école primaire mais le village s'est dépeuplé et c'est devenu ou redevenu une mairie et les écoles les plus proches sont à Aurignac.

### Culture et festivité
Montoulieu possède depuis 2013 une association de batucada : la droum urb'n.

## Économie

### Revenus
En 2018  (données Insee publiées en septembre 2021), la commune compte 93 ménages fiscaux, regroupant 231 personnes. La médiane du revenu disponible par unité de consommation est de 21 940 € (23 140 € dans le département).

### Emploi
|                | 2008  | 2013  | 2018  |
| -------------- | ----- | ----- | ----- |
| Commune        | 8 %   | 8,9 % | 7,3 % |
| Département    | 7,7 % | 9,6 % | 9,3 % |
| France entière | 8,3 % | 10 %  | 10 %  |

En 2018, la population âgée de 15 à 64 ans s'élève à 108 personnes, parmi lesquelles on compte 78 % d'actifs (70,6 % ayant un emploi et 7,3 % de chômeurs) et 22 % d'inactifs,. En  2018, le taux de chômage communal (au sens du recensement) des 15-64 ans est inférieur à celui de la France et département, alors qu'en 2008 il était supérieur à celui du département et inférieur à celui de la France.
La commune est hors attraction des villes,. Elle compte 20 emplois en 2018, contre 18 en 2013 et 18 en 2008. Le nombre d'actifs ayant un emploi résidant dans la commune est de 77, soit un indicateur de concentration d'emploi de 26,3 % et un taux d'activité parmi les 15 ans ou plus de 50,6 %.
Sur ces 77 actifs de 15 ans ou plus ayant un emploi, 12 travaillent dans la commune, soit 16 % des habitants. Pour se rendre au travail, 89,6 % des habitants utilisent un véhicule personnel ou de fonction à quatre roues, 3,9 % les transports en commun, 2,6 % s'y rendent en deux-roues, à vélo ou à pied et 3,9 % n'ont pas besoin de transport (travail au domicile).

### Activités hors agriculture
10 établissements sont implantés  à Montoulieu-Saint-Bernard au 31 décembre 2019.
Le secteur de l'industrie manufacturière, des industries extractives et autres est prépondérant sur la commune puisqu'il représente 30 % du nombre total d'établissements de la commune (3 sur les 10 entreprises implantées  à Montoulieu-Saint-Bernard), contre 5,7 % au niveau départemental.

### Agriculture
|               | 1988 | 2000 | 2010 | 2020 |
| ------------- | ---- | ---- | ---- | ---- |
| Exploitations | 16   | 9    | 7    | 4    |
| SAU (ha)      | 334  | 204  | 146  | 170  |

La commune est dans les « Coteaux de Gascogne », une petite région agricole occupant une partie ouest du département de la Haute-Garonne, constitué d'un relief de cuestas et de vallées peu profondes, creusés par les rivières issues du massif pyrénéen, avec une activité de polyculture et d’élevage. En 2020, l'orientation technico-économique de l'agriculture  sur la commune est l'élevage d'ovins ou de caprins. Quatre exploitations agricoles ayant leur siège dans la commune sont dénombrées lors du recensement agricole de 2020 (16 en 1988). La superficie agricole utilisée est de 170 ha,,.

## Culture locale et patrimoine

### Lieux et monuments
- Thermes gallo-romains de Montoulieu-Saint-Bernard thermes gallo-romains.
- Église Sainte-Madeleine.

## Pour approfondir